# João Boavida
João Boavida ist ein osttimoresischer Politiker und Bürgerrechtler. Er ist Direktor des von ihm 2007 gegründeten osttimoresischen Centre of Studies for Peace and Development (CEPAD), das sich der Bekämpfung von Korruption und anderer politischer Missstände im Land widmet.

## Werdegang
Den Großteil der 1990er Jahre lebte Boavoda in Staaten des südlichen Afrikas, wie Malawi, Tansania und Mosambik, wo er für verschiedene internationale Nichtregierungsorganisationen und Agenturen der Vereinten Nationen arbeitete. 1999 kehrte er nach Osttimor zurück, wo er zunächst als Beamter für politische Angelegenheiten bei der Mission der Vereinten Nationen in Osttimor (UNAMET), politischer Berater des Amts der Vereinten Nationen für die Koordinierung humanitärer Angelegenheiten (OCHA) und Beamter für politische und verfassungsrechtliche Angelegenheiten der Übergangsverwaltung der Vereinten Nationen für Osttimor (UNTAET) tätig war. 2002 verließ er die UN und arbeitet seitdem als unabhängiger Berater und in verschiedenen internationalen Organisationen.
Bei Gründung der Partei 2001 wurde Boavida Vizepräsident der Partido Democrático (PD). Das Amt hatte er mindestens bis 2007 inne. Von 2005 bis 2007 war Boavida einer der fünf vom Nationalparlament in den Staatsrat entsendeten Bürger. 2007 kandidierte er für das Nationalparlament auf Platz 10 der Liste der PD, die Partei erhielt aber nur acht Sitze.